# 실비 (테라모도)
실비(이탈리아어: Silvi)는 이탈리아 아브루초주 테라모도에 위치한 코무네다. 페스카라로부터 북쪽 15km 거리에 있다.

## 역사
실비는 이곳에서 거리가 가까운 아트리의 역사와 밀접하다. 13, 14세기에 실비는 해안 방어 체계를 구성하는 일부 중 하나였으며 밤에는 봉화와 연기를 통하여 신호를 보내어 나폴리 중앙 정부에 투르크인들이나 해적들의 빈번한 침입을 알렸다. 이 불과 연기들을 통한 해안 방어 체계를 통하여 짧은 시간에 나폴리에 전달될 수 있었다.
14세기에는 중세시대에 카스트룸 실비(Castrum Silvi) 자치구로서 알려졌으나, 영주의 영지가 되었고, 아트리의 아콰비바(Acquaviva) 가문의 관활권으로 넘어갔다. 이시기에 실비 마리나(Silvi Marina)는 작고 가난한 어촌 항구였다. 실비는 봉건주의를 폐지시킨 나폴레옹이 1806년에 이탈리아에 오기전까지 아트리의 영지로 남아있었다.
1863년에 해안 철도와 역사가 중앙 정부에서 관광 지역으로 투자를 하려던 실비의 "마리나" 지역 개발을 위해 건설되었다.

## 자매 도시
- 독일 메밍겐

## 같이 보기
- 이탈리아